# Faruk Çakır
Faruk Çakır (sinh ngày 8 tháng 2 năm 1995) là một cầu thủ bóng đá Thổ Nhĩ Kỳ thi đấu ở vị trí thủ môn cho câu lạc bộ İstanbul Başakşehir F.K. ở Süper Lig.

## Sự nghiệp chuyên nghiệp
Faruk là sản phẩm trẻ của học viện İstanbul Başakşehir F.K., và ký hợp đồng chuyên nghiệp đầu tiên với đội bóng năm 2013. Anh ra mắt cho Başakşehir trong trận thắng 4-0 tại Cúp bóng đá Thổ Nhĩ Kỳ trước Tepecik Belediyespor ngày 1 tháng 2 năm 2016. Faruk ra mắt chuyên nghiệp cho Başakşehir trong trận hòa 2-2 tại Cúp bóng đá Thổ Nhĩ Kỳ với Fenerbahçe ngày 26 tháng 4 năm 2017.